# Mołdawia na Mistrzostwach Świata w Lekkoatletyce 2019
Mołdawia na Mistrzostwach Świata w Lekkoatletyce 2019 – reprezentacja Mołdawii podczas mistrzostw świata w Doha liczyła 4 zawodników, startujących w 4 konkurencjach.

## Skład reprezentacji

### Kobiety
| Zawodniczka         | Konkurencja    | Kwalifikacje | Kwalifikacje | Finał | Finał   | Źródło      |
| Zawodniczka         | Konkurencja    | Wynik        | Pozycja      | Wynik | Pozycja | Źródło      |
| ------------------- | -------------- | ------------ | ------------ | ----- | ------- | ----------- |
| Dimitriana Surdu    | pchnięcie kulą | 18,71        | 5. Q         | 17,64 | 12.     | [ 1 ] [ 2 ] |
| Alexandra Emilianov | rzut dyskiem   | 52,05        | 28.          | NQ    | NQ      | [ 3 ]       |
| Zalina Petrivskaia  | rzut młotem    | 73,40        | 2. Q         | 74,33 | 4.      | [ 4 ] [ 5 ] |

### Mężczyźni
| Zawodniczka      | Konkurencja | Kwalifikacje | Kwalifikacje | Finał | Finał   | Źródło |
| Zawodniczka      | Konkurencja | Wynik        | Pozycja      | Wynik | Pozycja | Źródło |
| ---------------- | ----------- | ------------ | ------------ | ----- | ------- | ------ |
| Serghei Marghiev | rzut młotem | 74,28        | 16.          | NQ    | NQ      | [ 6 ]  |